# نياسو سيربو
نياسو سيربو (مواليد 27 سبتمبر 1928) هو ملاكم روماني، مثّل بلاده في الألعاب الأولمبية الصيفية 1952.

## روابط خارجية
نياسو سيربو على موقع أوليمبيديا (الإنجليزية)